# Querido Hongrang
Querido Hongrang (en hangul, 탄금; romanización revisada, Tangeum) es una serie de televisión web surcoreana escrita por Kim Jin-ah, dirigida por Kim Hong-sun, y protagonizada por Lee Jae-wook y Cho Bo-ah. Es un drama romántico histórico y de misterio, cuya trama se basa en la novelaTangeum: Swallowing Gold, de Jang Da-hye. Se articula en doce capítulos que se estrenaron en la plataforma Netflix el 16 de mayo de 2025.

## Sinopsis
El título original de la obra, Tan-geum, se refiere a un antiguo castigo chino en el que el condenado tenía que tragar oro hasta morir.
Hong-rang, hijo de una acaudalada familia de comerciantes de Joseon, desapareció a los ocho años de Minsangdan. Su hermanastra Jae-yi, sin perder nunca la esperanza, lo busca incansablemente. Doce años después de su desaparición aparece un joven que dice ser Hong-rang, pero no recuerda su pasado. Aunque su madre se muestra escéptica, Jae-yi anhela creerle desesperadamente. Sin embargo, este hombre esconde un secreto, y su reaparición trae intriga y peligro. La búsqueda de Jae-yi por descubrir la verdad tras la desaparición de Hong-rang y la identidad de este hombre que regresa la lleva a una red de secretos familiares y luchas de poder. Mientras tanto, nacen entre ambos sentimientos que pueden ser de amistad o de amor.

## Reparto

### Principal
- Lee Jae-wook como Shim Hong-rang, cuando vuelve a Minsangdan, casi todos creen que es el mismo que desapareció doce años antes, porque sus rasgos faciales son idénticos.[3]
  - Seo Woo-jin como Hong-rang de niño.[4]
- Cho Bo-ah como Shim Jae-yi, la hermanastra de Hong-rang, de cuya identidad comienza a sospechar cuando reaparece después de doce años.[5][6]
  - Kim Ji-yool como Jae-yi de niña.[7]

### Secundario
- Jung Ga-ram como Shim Moo-jin, que vivió doce años como hijo adoptivo de Minsangdan en lugar del desaparecido Hong-rang. Igual que Jae-yi, tiene sospechas sobre él y comienza a indagar en su pasado.[8][9]
  - Kim Mi-chan como Moo-jin de niño.[7]
- Uhm Ji-won como Min Yeon, la madre biológica de Hong-rang, una mujer rica que ejerce su dominio sobre Minsangdan y está decidida a encontrar a su hijo desaparecido a toda costa.[10]
- Park Byung-eun como Shim Yeol-kook, padre de Hong-rang y Jae-yi.[11][12]
- Park Myung-hoon como Bang Ji-ryeon.[7]
- Kwon Hae-sung como el hombre que encuentra a Hong-rang y lo trae de regreso.
- Jo Jae-yoon como Jo Bang-sook, un villano estafado por Shim Jae-yi y asesinado por Hong-rang.
- Park Ji-ah como la señora Gwigokja.[7]
- Lee Kyu-sung como Min Hong-shik, primo de Hong-rang que ha sufrido de celos hacia él desde la infancia, pues este monopolizaba la atención de los adultos que los rodeaban.[13]
- Choi Young-woo como Yuk Son, confidente de Min Yeon, que hace todo lo que ella le pide.[7]
- Kim Min-ki como Kim In-hoe, un joven mudo que vive con Hong-rang, el cual lo ve como su hermano menor.[14][15]
- Lee Ga-ryeong como Mun Kkot-nim.[16]
- Song Jae-hee como Mun Gyu-ha.
- Nam Myeong-ryeol como Min Jang-hyo, el tío abuelo de Hong-rang.
- Cho Jung-keun como Choi Myung-seok.

### Apariciones especiales
- Kim Jae-wook como el príncipe Han-pyung, hermano del rey y el mayor artista de Joseon.[17][18]

## Producción
Querido Hongrang está basada en la novela Tangeum: tragando oro, escrita por Jang Da-hye. La novela original también está ambientada en la clase alta de la dinastía Joseon, y contiene la historia de Hong-rang, el hijo de un rico comerciante, Shim Yeol-guk, que promete llevar a Hong Dong-baek a su hermanastra Jae-i, pero de repente desaparece y regresa diez años después con la memoria perdida. La trama se inspira en una historia real ocurrida en Francia, país donde reside la guionista. Jang explicó sus intenciones al escribir la novela: «Quería capturar cosas que ya no existen. Intenté no descuidar el melancólico romance de la espera interminable, las promesas rotas y las cartas sin entregar, así como la tensión prohibida, como las miradas que se cruzan bajo leyes estrictas y la piel que se revela entre la ropa abotonada». Tangeum fue originalmente un guion, que Jang transformó después en novela, la primera de su autora, que ha publicado otras dos también ambientadas en la época Joseon.
El director es Kim Hong-sun, quien ha dirigido varias películas de género como Traffickers (2012), The Con Artists (2014), The Chase (2017), Metamorphosis (2019) y Project Wolf Hunting (2022). También ha recibido críticas favorables por dirigir series como The Guest (OCN, 2018) y La casa de papel: Corea (Netflix, 2022). Ha sido asimismo director principal de la popular serie británica Gangs of London en su tercera temporada. La guionista es Kim Jin-ah, que firmó también el guion de la serie Dr. Brain en 2021.
La selección de actores se realizó en la primavera de 2023; el 19 de abril se anunció que la protagonista femenina sería Jo Bo-ah y el masculino Lee Jae-wook, y se añadieron también los nombres de la guionista y el director. En mayo algunos medios de prensa informaron de que Jung Ga-ram actuaría en la serie, su primer drama de época. Netflix confirmó en septiembre de ese año la producción de la serie y anunció que los actores Lee Jae-wook, Jo Bo-ah, Jung Ga-ram, Uhm Ji-won, Park Byung-eun y Kim Jae-wook participarían en la misma. Por entonces tenía como título provisional Tangeum.
El rodaje terminó en mayo de 2024.
El 7 de mayo Netflix distribuyó imágenes del rodaje, que muestran el gran cuidado con el que se seleccionó el vestuario, como elemento que sirve para caracterizar a los personajes. Así, mientras Hong-rang viste principalmente en varias tonalidades de blanco, Jae-yi, que ha vivido bajo opresión durante mucho tiempo, utiliza principalmente colores elegantes y sobrios en su ropa, mientras que Min-yeon-ui, que tiene sus propias ambiciones como presentadora de Min Sang-dan, utiliza colores, patrones y varios accesorios llamativos. No solo se cuidó el hanbok de cada personaje, sino también todos los demás elementos que distinguen el lujo del comercio de Min Sang-dan, como la cerámica de celadón, el nácar, las obras de arte, e incluso objetos d euso cotidiano como pinceles o cuchillos. La dirección artística trató de reproducir asimismo el estilo pictórico y arquitectónico de la época Joseon.
Netflix lanzó un primer cartel y un primer avance de la serie el 17 de abril de 2025, fotogramas de los personajes una semana después, y el avance y el cartel principales el 30 de abril.

## Estreno y recepción
El 17 de abril de 2025 Netflix anunció que Querido Hongrang se estrenaría el 16 de mayo. La serie concitó mucho interés incluso antes de su estreno. Según algunos sondeos efectuados entre los espectadores surcoreanos en la última semana de abril de 2025, ocupó el primer lugar entre las series de estreno inminente, con una tasa de conocimiento del 10 % y una tasa de intención de verla del 6 %, y ello a pesar de que faltaban tres semanas para su lanzamiento.
La serie comenzó en el sexto lugar entre las diez más vistas en la plataforma de lengua no inglesa, con 2,2 millones de espectadores durante tres días del 16 al 18 de mayo. Se ubicó entre las diez primeras en doce países de todo el mundo, incluidos Corea, Hong Kong, Indonesia, Japón, Filipinas, Tailandia y Taiwán. En la segunda semana aumentó su popularidad y subió al tercer lugar entre las de habla no inglesa, con 3,5 millones de espectadores; estuvo entre las diez primeras en cuarenta países.